# دستم را رها نکن
سریال دستم را رها نکن (به ترکی استانبولی: Elimi Bırakma) محصول ۲۰۱۹_۲۰۱۸ ترکیه در ۵۹ قسمت ۲ ساعت و نیمی تهیه شده است. سریال دستم رها را نکن در ایران سال ۲۰۱۹ با دوبله فارسی در شبکه هپ سیتی پخش شد

## داستان
داستان دربارهٔ زندگی  یک دختر به نام آزرا است که در آمریکا تحصیل کرده تا مانند پدرش یک آشپز حرفه ای شود. او در هواپیما، جنک، نوه فریده چلن را ملاقات کرد و به اشتباه چمدان‌هایشان جابه‌جا شد.
زمانی که جنک از دانشگاه خود در آمریکا اخراج شده و در تلاش برای انتخاب سرنوشت خود است، آزرا پدرش را در حادثه آتش سوزی از دست می‌دهد و به دنبال برادر گمشده اش است در این راه جنک به او کمک می کند…

## بازیگران
- سرای گوزلر (فریده)
- آلینا بز (آزرا)
- آلپ ناوروز (جنک)
- باتوهان اکشی (تارک)
- جمره گوملی (جانسو)
- جمره بایسل (ملیس)
- ارتوگرول پوست اوغلو (مسعود)
- دولونای سویسرت (سومرو)
- کنان آجار (قدیر)
- ایپک فیلیز یازیجی (جیدا )
- امره بی (آردا)
- امره بولوت (ارسوی)
- ییعیت کان یازیجی (مرت)
- ابرو آیکاچ (سراپ)
- بوراک تامدوعان (عظمی)
- گوکچه یاناردا (هولیا)
- یوکسل اونال (فرهاد)
- نیهات آلتین کایا (باریش)
- هازال شنل (شیرین)
- بوسه مرال (داملا)